# Xanthorhoe metoporina
Xanthorhoe metoporina är en fjärilsart som beskrevs av Turner 1923. Xanthorhoe metoporina ingår i släktet Xanthorhoe och familjen mätare. Inga underarter finns listade i Catalogue of Life.